# Used to Love (Martin Garrix e Dean Lewis)
Used to Love è un singolo del DJ olandese Martin Garrix e del cantautore australiano Dean Lewis, pubblicato il 31 ottobre 2019.
Il 20 dicembre 2019 è stato pubblicato un EP contenente i remix del brano e il 14 febbraio 2020 è stata pubblicata la versione acustica.

## Descrizione
Nel maggio 2019, quando Garrix è rimasto infortunato, i suoi dottori gli hanno consigliato di prendersi due settimane di pausa prima di riprendere il tour. Dopo l'operazione, il suo amico e co-produttore Albin Nedler gli ha fatto visita in ospedale e lì gli ha confessato di star lavorando a distanza a una canzone con Dean Lewis.
Pochi giorni dopo, Dean Lewis andò a fare visita a Martin Garrix ad Amsterdam per finire di scrivere la canzone e iniziare ad inciderla. In quell'occasione, i due artisti hanno condiviso il loro incontro con i fan sui social media, attraverso delle pubblicazioni su Instagram.
In studio, Lewis ha registrato le voci e le chitarre, ma avendo la voce affaticata per via del tour, hanno deciso di continuare a registrare solo le parti della chitarra e riprovare con la voce il giorno successivo.
Dean Lewis ha successivamente dichiarato che il ritornello di "Used to Love" è uno dei più alti che ha mai registrato e uno dei più difficili su cui ha lavorato. Registrando, ha dovuto fare diversi tentativi per trovare il giusto bilanciamento senza forzare troppo la voce, già affaticata per via del tour.
Nei mesi successivi, entrambi gli artisti sono stati coinvolti nella produzione di nuova musica nello studio di Garrix ad Amsterdam.
Durante il Lollapalooza di Berlino, Martin Garrix ha ufficialmente rivelato alla stampa che la canzone sarebbe uscita alla fine di ottobre.
In accompagnamento all'annuncio, ha aggiunto: "Questo brano è stato realizzato nel mio studio ad Amsterdam durante la mia pausa, mentre ero convalescente per l'infortunio alla caviglia. Ci siamo impegnati molto io e Dean Lewis, che oltre ad essere un bravissimo cantante australiano, è una persona splendida! Siamo davvero entusiasti di condividerlo con il mondo!"
Il 25 ottobre Martin Garrix e Dean Lewis hanno postato la cover art sui loro social media, rivelando la data d'uscita ufficiale.

Dopo l'uscita Dean Lewis ha commentato:
Da quando la mia carriera è iniziata non mi sono mai visto in una collaborazione. Come compositore di brani, che canta anche ciò che scrive, il concetto mi sembrava non adatto. Finché non ho incontrato Martin. Abbiamo passato una settimana chiusi insieme ad Amsterdam, lavorando alla canzone e pensavamo che alla fine sarebbe stata cantata da qualcun altro. Però mentre il brano prendeva forma, iniziava a suonare come qualcosa di mio, ma anche come qualcosa di Martin. Una vera e propria collaborazione con una persona che è diventata una mia amica.
Garrix ha confermato che è stato fantastico lavorare con Lewis, che a sua volta considera un buon amico e un grande talento. Ha aggiunto che Lewis ha scritto un testo estremamente personale, accompagnato da uno stile musicale senza tempo.

## Critica
Katie Bain di Billboard ha scritto che Garrix e Lewis hanno reso omaggio Bruce Springsteen con il testo "we had Springsteen playing so loud" nella loro traccia. Ha sentito la canzone crescere e convincere "nello stesso stile di molti dei più grandi e grandiosi successi di Springsteen", osservando che "il crescendo di Lewis aggiunge l'effetto" e che "tutti questi elementi hanno dato come risultato l'ennesimo successo del hitmaker EDM ".
Scrivendo per Dancing Astronaut, Farrell Sweeney ha notato la presenza di "una linea di violino che costruisce energia ed elementi acustici" risultante da una canzone "guidata dalla voce appassionata di Lewis, mentre Garrix rinuncia a una forte enfasi elettronica, scambiandola per una produzione sottile di fonde accentuato dall'acustica ".
Mike Wass di Idolator ha considerato la canzone "un grandissimo pezzo emotivo" e "un capolavoro di genere sfocato", contenente voci di Dean Lewis "su tasti di pianoforte e chitarra strimpellata".
Scrivendo per il Your EDM, Matthew Meadow ha affermato che la traccia è "il classico Garrix, con alcune bizzarre voci in calo e una melodia non invadente". Secondo lui, la voce del cantante "non si distingue mai veramente dalla produzione, che a sua volta non raggiunge mai alcun tipo di crescendo". Ha anche notato somiglianze con le canzoni precedenti di Martin Garrix, come "No Sleep" o "There for You", ma ha notato che "Used to Love" ha mostrato "un lato più dolce del suo suono, piuttosto che il solito pezzo che induce i fuochi d'artificio, pezzi di Garrix quindi che la maggior parte delle persone conoscono ". In un articolo scritto più tardi ha osservato che rilasciare il singolo il giorno di Halloween è stata "una scelta un po' strana per una canzone così edificante come questa".
Phil Scilippa di EDM.com ha osservato che la canzone "conserva un'atmosfera ottimista, mentre i testi stessi sono abbastanza nostalgici e tristi". Ha definito il singolo "un futuro suono ispirato al basso" dotato di "una vivacità edificante" grazie a "parti di piano e voce di Lewis" che "sono la ciliegina sulla torta" e che danno alla canzone "un sentimento luminoso ed estivo".

## Video musicale
Il videoclip è stato in concomitanza con l'uscita del singolo, attraverso il canale YouTube del DJ. Il video mostra Dean Lewis suonane il piano e Martin Garrix la chitarra.

## Tracce
Digital download
1. Used to Love – 3:56

Digital download – Remixes
1. Used to Love (SWACQ Remix) – 3:40
2. Used to Love (Osrin & Beau Collins Remix) – 3:34
3. Used to Love (Jimi Hyde Remix) – 3:20

## Crediti
Crediti, come riportati su Tidal.
- Martin Garrix – produzione, composizione, testo, chitarra, master engineering, mix engineering
- Albin Nedler – co-produzione, composizione, testo, backing vocals
- Dean Lewis – composizione, testo, chitarra, voce
- Kristoffer Fogelmark – composizione, testo
- Eelco Bakker – batteria
- Tom Myers – batteria
- Alex Bennison – chitarra
- Rob Bekhuis – vocal engineering
- Frank van Essen – archi, arrangiamento archi

## Classifiche

### Classifiche settimanali
| Classifica (2019–2020)             | Posizione massima |
| ---------------------------------- | ----------------- |
| Australia                          | 46                |
| Belgio (Vallonia)                  | 3                 |
| Belgio (Fiandre)                   | 25                |
| Canada                             | 92                |
| Croazia                            | 69                |
| Irlanda                            | 60                |
| Lituania                           | 64                |
| Messico                            | 30                |
| Norvegia                           | 29                |
| Nuova Zelanda                      | 14                |
| Olanda                             | 5                 |
| Olanda (Top 100)                   | 31                |
| Regno Unito (dance)                | 20                |
| Repubblica Ceca                    | 95                |
| Slovacchia (Rádio Top 100)         | 86                |
| Slovacchia (Digitál Top 100)       | 68                |
| Stati Uniti (hot dance club songs) | 3                 |
| Stati Uniti (dance/electronic)     | 10                |
| Svezia                             | 40                |
| Svizzera                           | 42                |

### Classifiche di fine anno
| Classifica (2020) | Posizione |
| ----------------- | --------- |
| Belgio (Fiandre)  | 60        |